# Homidiana subpicta
Homidiana subpicta är en fjärilsart som beskrevs av Walker 1854. Homidiana subpicta ingår i släktet Homidiana och familjen Sematuridae. Inga underarter finns listade i Catalogue of Life.